# بارت دوکس
بارت دوکس (انگلیسی: Bart Dockx؛ زادهٔ ۲ سپتامبر ۱۹۸۱) دوچرخه‌سوار اهل بلژیک است.